# باليون تسيفليكيون (كافالا)

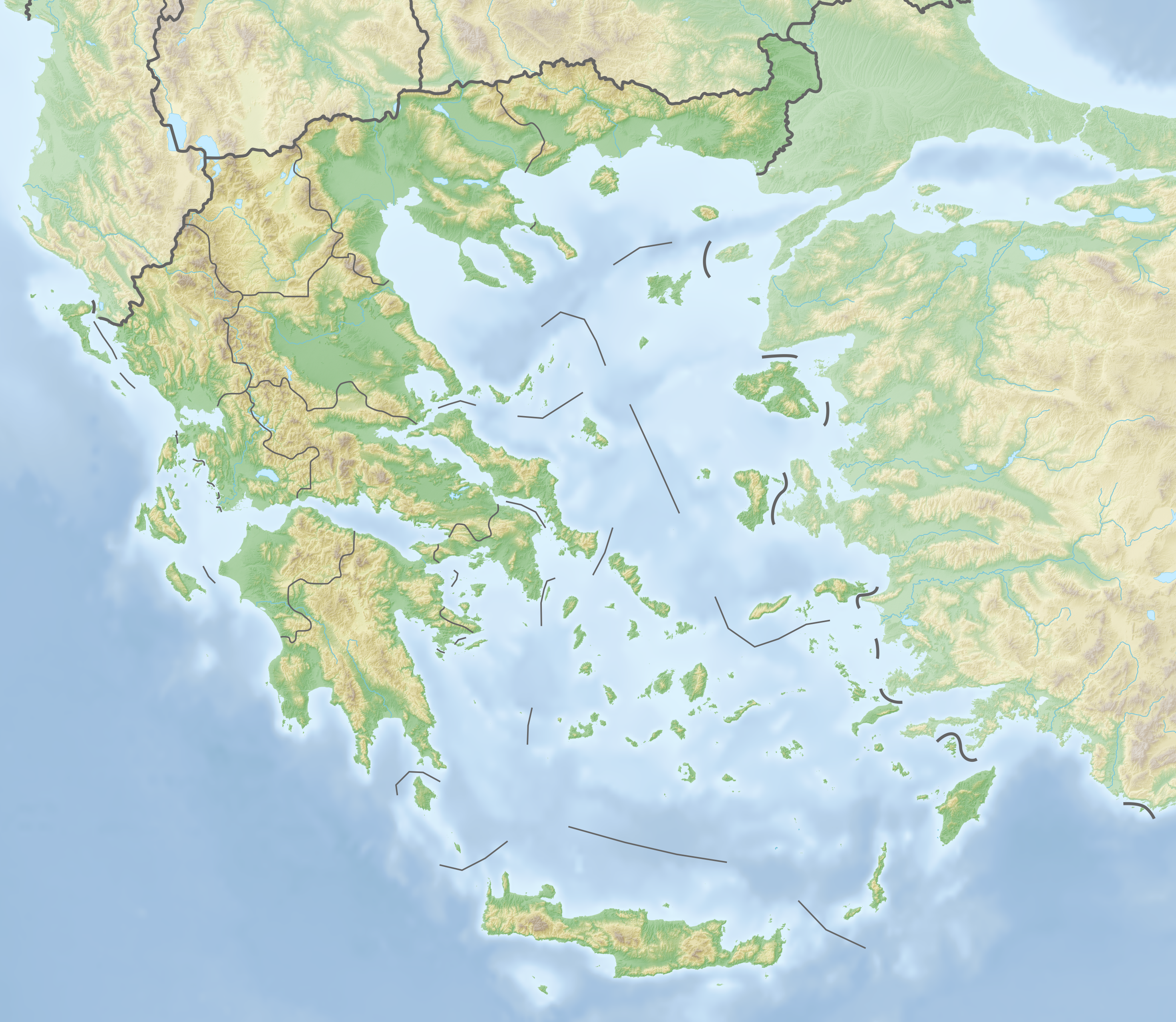

باليون تسيفليكيون (Παλαιόν Τσιφλίκιον) هي مدينة في كافالا في مقاطعة فوريا إلادا في اليونان.